# Corporate performance management
Corporate performance management (CPM) is het bedrijfsproces waarin het behalen van doelen, ofwel het leveren van prestaties, wordt beheerst met als uiteindelijk doel de strategie van de organisatie te realiseren. Het doel van CPM is om een duidelijk overzicht te geven in de voortgang en de prestaties van de verschillende afdelingen en departementen, dit overzicht moet de organisatie helpen om juiste beslissingen te kunnen nemen.
Het begrip werd in 2001 geïntroduceerd door Gartner Research, als zijnde “all of the processes, methodologies, metrics and systems needed to measure and manage the performance of an organization.”

## Prestaties beheersen
Volgens Van Dale staat een prestatie voor het vervullen van een taak. Deze taak is vooraf vastgesteld. Ook binnen organisaties gaat deze definitie op: iedere organisatie streeft doelen na die een bepaalde mate van presteren impliceren. De strategie is het hoofddoel, met alle onderliggende doelstellingen als andere te leveren prestaties.
Aangezien onzekerheid een factor is waarmee elke organisatie kampt, is ook het leveren van prestaties geen zekerheid. Dit kan een bedreiging zijn voor het voortbestaan van de organisatie.
Om deze onzekerheid enigszins te beheersen, is er bij veel organisaties de noodzaak om het uitvoeren van de taken te beheersen, teneinde de strategie te realiseren. Vanuit deze noodzaak is het begrip CPM geboren.

## Het proces: meten, analyseren en acteren
Zoals uit de definitie van Gartner al blijkt, behelst CPM het meten van bedrijfsprocessen, en het acteren op de uitkomsten van dat meetproces. Dit houdt in dat, zodra uit analyse blijkt dat de werkelijke gemeten situatie afwijkt van de gewenste situatie (de norm), er actie dient te worden ondernomen om het gat te overbruggen. In deze korte uitleg komen vier stappen naar voren die het (cyclische) CPM-proces beschrijven:
1. Normen opstellen (SOLL)
2. Meten (IST)
3. Analyseren van de IST-situatie aan de hand van de gedefinieerde SOLL-situatie.
4. Ondernemen van actie op basis van het verschil tussen deze analyse.

## Meer dan financiën
Kenmerkend voor CPM is de financiële insteek die men eraan heeft gekoppeld. Budgetten zijn de hoeksteen van de organisatie en door de noodzaak om alsmaar efficiënter te werk te gaan worden prestaties uitgedrukt in inkomen, kosten en, daaruit afgeleid, de winst.
Deze financiële focus brengt echter een aantal nadelen met zich mee:
- Interne focus. Kosten en inkomsten zeggen iets over de organisatie, niets over zaken daar buiten. Deze vergeten zaken kunnen echter wel degelijk van belang zijn.
- Historische data. Financiële gegevens kenmerken zich door inzicht te geven in gerealiseerde resultaten. Hierdoor gaat men niet verder dan het ‘nu’.
- De rol van de strategie. Winst, en daarmee levensvatbaarheid van organisaties, is waar de strategie zorg voor dient te dragen en niet de strategie zelf. Bij het sturen op financiële prestaties is men daarom in wezen een stap te laat.
- Shareholder gericht. Shareholders zijn zonder meer cruciaal voor de organisatie, maar niet als enige. Er zijn veel meer betrokkenen waar de organisatie een bepaalde vorm van verantwoording aan af dient te leggen.

Voortbordurend op deze punten, blijkt dat de organisatie eerder in het proces moet sturen. Stuur niet op financiële getallen, maar aan kengetallen die hier aan ten grondslag staan: het product (kwaliteit, innovativiteit, kosten, flexibiliteit), de markt (klanttevredenheid, koopkracht, imago) en het proces (relatie met leveranciers, kwaliteit van input, etc.).
Door eerder in het proces te sturen wordt de organisatie flexibeler (verstoringen worden eerder gesignaleerd) en voorspelbaarder.

## Voetnoten
1. ↑  Buytendijk, F. ‘CPM Helps Build the High-Performance Organization’. Gartner, 1-46.
2. ↑  The Strategy as a Guideline[dode link]

## Boeken
- Geelen, Peter, Integraal performance management bij Douwe Egberts. 2008 ISBN 9789013054491
- Mosimann, Roland P., Patrick Mosimann and Meg Dussault, The Performance Manager. 2007 ISBN 978-0-9730124-1-5
- Dresner, Howard, The Performance Management Revolution: Business Results Through Insight and Action. 2007 ISBN 978-0470124833
- Geelen, Peter, Coorporate Performance Management. 2004 ISBN 9789013011760 / ISBN 9013011764

## Artikelen
- Rens, Geert-jan, Hermkens, Freek, Van Strategie Naar Executie, maart 2006, Business Process Magazine (Nummer 2)
- Eccles, R.G., The Performance Measurement Manifesto, 1991, Harvard Business Review, Jan-Feb, pp 131–137